# František Bohumír Štěpnička
František Bohumír Štěpnička (13. října 1785, Opatov – 26. srpna 1832, Baden) byl český básník, spisovatel a právník.

## Biografie
František Štěpnička se narodil v roce 1785 v Opatově nedaleko Třebíče, jeho rodiči byli čeledín (famulus) Jiří Štěpnička a jeho manželka Justina. Absolvoval obecnou školu v Opatově a následně pokračoval ve studiu v Nové Říši, V roce 1805 nastoupil ve Vídni studium filosofie a následně odešel do Olomouce, kde ve studiu pokračoval. Druhou část studia filosofie strávil opět ve Vídni, posléze se věnoval studiu teologie a práv. Posléze nastoupil jako hospodářský správce v panství Heidersdorf, v roce 1815 nastoupil po složení apelační zkoušky na magistrát ve Vídni, od roku 1816 pak pracoval jako právník u dvorské komory v Praze, v roce 1825 pak odešel do Brna, kde pracoval také jako právník. V roce 1831 se stal dvorním radou.

### Úmrtí
Dne 4. srpna 1832 se s manželkou Johannou (tehdy čtyřicetiletou) ubytoval v lázních Baden. Dne 26. srpna zemřel, jako příčina smrti byl udán vyčerpávající průjem (erschöpfender Durchfall). Jeho manželka zemřela o den dříve. (V letech 1831–1832 proběhla v rakouských zemích včetně Vídně pandemie cholery. Manželé Štěpničkovi patřili zřejmě mezi její oběti.)

## Dílo
Věnoval se již během studia psaní básní, ale více se k básnické tvorbě dostal až po návratu do Prahy. Tam si ke jménu dle návrhu Josefa Liboslava Zieglera ke jménu přidal přízvisko Bohumír. Vydával své básně a balady primárně v časopisu Čechoslav. Věnoval se básním a textům z historie českého národa. Patřil k národním buditelům, v Praze se spřátelil s Josefem Dobrovským, Antonínem Jaroslavem Puchmajerem, Josefem Jungmannem, Milotou Zdiradem Polákem a Josefem Liboslavem Zieglerem.
Současníci hodnotili Štěpničkovo dílo nadneseně, mladší generace (František Ladislav Čelakovský, Václav Hanka) již považovala jeho poezii za vývojově přežitou, prázdnou, jazykově neobratnou až nejapnou. Čelakovský ji též parodoval.
Knižně vyšlo:
- Hlas ljry české / od Frantisska Bohumjra Sstěpničky (Praha, nákladem vlastním, 1818; Praha, Arcibiskupská knihtiskárna, 1823)